# Jacques Houssat
Jacques Houssat, né le 22 juin 1937 à Clermont-Ferrand où il est mort le 25 juin 1997, est un ancien pilote de compétition spécialiste de la conduite sur camions.

## Histoire
Il fit d'abord des études d'ingénieur, avant d'intégrer la société BULL.
Sa passion pour les poids-lourds l'amena très vite à changer de voie et à acheter son premier Berliet avec lequel il transporta des pneus pour le compte de la firme Michelin.
Il fut par la suite embauché au centre de recherche Michelin de Ladoux, où il devint responsable des essais poids-lourds.
Le début des années 1980 vit l'apparition des premières courses de camions sur circuit, dont il fut l'un des principaux animateurs en France.
Il quittera la firme Michelin à la faveur d'un plan social dans les années 1990 afin de créer avec trois anciens collègues le Centre d'Études de Liaison au Sol (ELS) à Issoire.
Ils construiront pour cela le Circuit d'Issoire (2 474 m), actuel CEERTA.
Le succès n'étant pas au RDV, il finira sa carrière au Magazine France Routiers comme journaliste essayeur avant de décéder en 1997 des suites d'une longue maladie.

## Palmarès
1982 : - 24 h d'Auvergne Camion sur le circuit de Charade:
- 3e Scratch sur Scania 142 M associé à Arsène Grégoire lui aussi essayeur PL chez Michelin;

1983 : - 24 h d'Auvergne Camion sur le circuit de Charade:
- 1er Scratch toujours sur Scania 142 M associé à Arsène Grégoire;

1983 :  - 24 h du Mans Camion:
- 2e Scratch Catégorie 300 à 350 CV sur MAN 19.321 associé à Walter Fisher, démonstrateur chez MAN;

1984 : - Grand Prix International du camion sur le circuit du Castellet:
- 3e Scratch Catégorie - 350 CV toujours sur MAN 19.321 associé à Walter Fisher;

1984 :  - 24 h d'Auvergne Camion, sur le circuit de Charade:
- 1er Scratch sur Man 19.361 associé à Jacky Marvy, transporteur et ancien coéquipier de René Metge en PL.

1984 : Participation au Raid humanitaire "Les camions de l'espoir" au Sahel.
Même s'il ne s'agit pas d'une compétition, un classement fut quand même établi.
- 1er sur Mercedes 2628 AK "Région Auvergne" associé à Georges Groine et J.Duplouy.

1984 : Participation à l'organisation du Paris-Dakar sur Mercedes 2628 AK Africatours
Transport de la nourriture et du matériel nécessaire à la mise en place des bivouacs.
1985 : - Grand Prix International du camion sur le circuit du Castellet:
- 1er Scratch Catégorie - 350 CV sur Renault Valeo R 310, associé à Jacky Marvy.

1985 : - 24 h du Mans Camion:
- Abandon (casse turbo) sur Renault Valeo R 310, associé à Jacky Marvy.

1986 : - 24 h d'Auvergne Camion, sur le circuit de Charade:
- 3e Scratch sur Scania 112 M.

1986 :  - Grand Prix International du camion sur le circuit du Castellet:
- 8e Scratch sur Renault Valeo R 390.

1987 : - 24 h du Mans Camion:
- Abandon (casse moteur) sur Renault G 290 associé à Alain Buffa.

1987 : Conception et mise au point du 105 F Red Tiger (4 roues motrices et directrices, suspension oléopneumatique 400 mm de débattement, 4 freins à disques au carbone, moteur V8 2 temps Detroit diesel 600 CV et 170 km/h pour 11 tonnes) pour la société italienne de dumpers Perlini.
1988 : Rallye des Pharaons
- 2e camion et 6e au général sur Perlini 105 F avec comme navigateur Thierry de Saulieu (ex Georges Groine et Jan De Rooy).

1989 : Rallye des Pharaons
- 16e auto sur Peugeot P4 V6 PTS, assistance rapide des 205 et 405 T 16 associé à Pascal Maimon

1992 : Rallye Paris Pékin
- 3e camion sur Perlini 105 M, assistance rapide des Mitsubishi Pajero Rothmans associé à Pascal Maimon

## Palmarès au Rallye-raidParis-Dakar
En 9 participations:
| Année | Catégorie | Véhicule               | Copilote / Mécanicien               | Classement Camions | Classement Général |
| ----- | --------- | ---------------------- | ----------------------------------- | ------------------ | ------------------ |
| 1985  | Camion    | Mercedes 2628          | Bernard Milanolo / François Bonin   | 14e                | 91e                |
| 1986  | Camion    | Mercedes               | Claude Brubach                      | 6e                 | 54e                |
| 1987  | Camion    | Mercedes               | Bernard Lacour / Pascal Maimon      | 22e                | 81e                |
| 1988  | Camion    | Perlini                | Thierry de Saulieu / Danilo Bottaro | 4e                 | 52e                |
| 1989  | Auto      | Peugeot P4             | Pascal Maimon (dit Mimoune)         |                    | 16e                |
| 1990  | Camion    | Perlini 105F Red Tiger | Thierry de Saulieu / Danilo Bottaro | 2e                 | 17e                |
| 1991  | Camion    | Perlini 105F Red Tiger | Thierry de Saulieu / Danilo Bottaro | 1er                | 20e                |
| 1992  | Camion    | Perlini 105F Red Tiger | Thierry de Saulieu / Danilo Bottaro | 2e                 | 17e                |
| 1993  | Camion    | Perlini 105F Red Tiger | Patrick Sarliève / Danilo Bottaro   | 2e                 | 11e                |